# Аросваллен
«Аросваллен» (швед. Arosvallen) — стадион в Вестеросе, Швеция.
На стадионе проходили 2 матча группового этапа Чемпионата мира по футболу 1958 и 6 матчей Чемпионата мира по футболу среди женщин 1995 года.
В турнире 1958 года на Аросваллене 8 июня сборная Югославия разошлась миром (1-1) со сборной Шотландии, а 11 июня всё та же Югославия обыграла здесь французов (3-2).
До 2008 года на стадионе проводил свои домашние матчи местный футбольный клуб «Вестерос». Рекорд посещаемости стадиона был зафиксирован 6 мая 1956 года, когда «Вестерос» принимал «Сандвикен» (1-3), и составил 14 208 зрителей.